# Lac Cawasachouane
Lac Cawasachouane är en sjö i Kanada.   Den ligger i regionen Abitibi-Témiscamingue och provinsen Québec, i den sydöstra delen av landet, 270 km nordväst om huvudstaden Ottawa. Lac Cawasachouane ligger 336 meter över havet.
I omgivningarna runt Lac Cawasachouane växer i huvudsak blandskog. Trakten runt Lac Cawasachouane är nära nog obefolkad, med mindre än två invånare per kvadratkilometer.